# Giuseppina Bozzacchi
Giuseppina Bozzacchi (Milán, 23 de noviembre de 1853 -Paris, 23 de noviembre de 1870) fue una bailarina italiana, conocida por ser la primera intérprete del papel de Swanilda en el ballet Coppélia, a la edad de 16 años, mientras bailaba para el Ballet de la Ópera de París.
Nació en Milán, había venido a París para estudiar con Mme. Dominique. El coreógrafo Arthur Saint-Léon y el director de la Académie Royale de Musique, Émile Perrin, habían estado buscando una Swanilda adecuada, después de decidir que ninguna de las bailarinas consideradas anteriormente, Léontine Beaugrand y Angelina Fioretti, eran adecuadas. Adèle Grantzow, la bailarina favorita de Saint-Léon, había comenzado a preparar el papel en 1868 pero cayó gravemente enferma. En 1869 incluso le pidieron al compositor Léo Delibes que buscara una Swanilda adecuada en su viaje a Italia. Regresó con las manos vacías. Mientras tanto, Saint-Léon y Perrin habían descubierto a Bozzacchi, de 16 años.
Bailó el papel de Swanilda el 25 de mayo de 1870 en presencia del emperador Napoleón III. Repitió su éxito en las siguientes semanas. En julio estalló una disputa internacional entre Francia y Prusia por la sucesión al trono español, y el 19 de julio Francia declaró la guerra. Bozzacchi bailó Swanilda por decimoctava y última vez el 31 de agosto, cuando la Ópera de París cerró durante la guerra franco-prusiana. La Ópera había dejado de pagar los salarios y Bozzacchi, debilitada por la falta de alimentos, enfermó. Contrajo viruela y fiebre, y murió la mañana de su cumpleaños número 17. Fue enterrada en el Cementerio de Montmartre en París.